# Affektbetrag
Als Affektbetrag wird in der Psychoanalyse die Quantität (Betrag) von Erregungen bezeichnet, die durch einen Affekt ausgelöst sind und daher auch als Erregungssumme benannt. Dieser Betrag entspricht einer psychischen Energie, die mit einer affektiv besetzten Repräsentanz verbunden ist. Die damit bezeichnete quantitative Eigenschaft eines Affektes erlaubt es, ihn unter ökonomischen Gesichtspunkten zu sehen, so dass er der Vergrößerung, Verminderung, Verschiebung und Abfuhr fähig ist.(a) (a)

## Ursprung des Begriffs
Sigmund Freud (1856–1939) führt aus, dass sich der Begriff des Affektbetrags für die Unterscheidung von Trieb und Vorstellung eingebürgert habe.(b) Insofern bezieht sich Freud auf die eher naturphilosophische Begrifflichkeit der Psychophysik, die von Gustav Theodor Fechner (1801–1887) im Jahr 1860 begründet wurde und auf die Idee der Quantifizierbarkeit psychischer Phänomene sowie auf die Berechnung kleinster Reizintensitäten angelegt war.(b) Freud übernahm von Fechner das Konzept von der seelischen Energie, das von Freud als Libido bezeichnet wurde und wandte es auf seine Auffassungen über die Verdrängung an.(c) (c)

## Veränderungen des Affektbetrags
Der Affektbetrag einer bewussten Repräsentanz sinkt im Laufe der Biographie – unter anderem durch Vergessen, Bewerten und Usur. Er bleibt gleich (Konstanzprinzip) oder erhöht sich bei verdrängten Repräsentanzen. Vor allem die qualitative Umwandlung von Affekten in Angst kann zu einer Änderung des bei einem bestimmten Menschen vorhandenen Affektbetrags führen.(d)

## Kritik
Der Affektbetrag lässt sich entgegen den metapsychologischen Hypothesen Freuds nicht messen oder skalieren und kann im Einzelfall nur verbal beschrieben und mit anderen Repräsentanzen derselben Person verglichen werden. Seine Größe ist individuell bedingt. Dennoch hat Freud im Sinne der Metapsychologie die ökonomische These der Determinierung von Affekten gefordert. Mit der Metapsychologie ist die über das Erfahrbare hinausgehende Sichtweise Freuds angesprochen.(d) Er gebrauchte aus diesem Grund auch den für Affektbetrag synonymen Begriff der Erregungssumme. In neuerer Zeit wurde ein weiteres Modell quantifizierbarer neuronaler Erregungen entworfen, das anstelle von Affektbetrag den Begriff des Synapsengewichts verwendet.